# کولونیال پارک (پنسیلوانیا)
کولونیال پارک (به انگلیسی: Colonial Park) یک منطقهٔ مسکونی در ایالات متحده آمریکا است که در شهرستان دافین واقع شده‌است. کولونیال پارک ۱۲٫۳ کیلومتر مربع مساحت و ۱۳٬۲۲۹ نفر جمعیت دارد و ۱۵۲٫۴ متر بالاتر از سطح دریا واقع شده‌است.